# Blackjazz
| Recensione | Giudizio |
| ---------- | -------- |
| AllMusic   |          |

Blackjazz è il quinto album in studio del gruppo musicale norvegese Shining, pubblicato il 2 febbraio 2010 dalla Indie Recordings.

## Descrizione
L'album segna un completo distacco dalle precedenti pubblicazioni del gruppo, caratterizzandosi da sonorità che uniscono musica industriale, heavy metal, free jazz e rumorismo, oltre alla voce death del cantante e sassofonista Jørgen Munkeby. Tra le tracce del disco vi è presente anche una reinterpretazione di 21st Century Schizoid Man dei King Crimson, cantata da Grutle Kjellson degli Enslaved.
Il 24 aprile 2020, per celebrare i dieci anni di Blackjazz, il gruppo ha pubblicato una nuova edizione in vinile dell'album che include una versione inedita di The Madness and the Damage Done incisa con Ihsahn originariamente nel marzo 2010. Il successivo 6 giugno il gruppo ha eseguito l'album nella sua interezza in live streaming presso la centrale idroelettrica Vemork sita nella contea di Telemark.

## Tracce
Testi e musiche di Munkeby, eccetto dove indicato.
1. The Madness and the Damage Done – 5:20
2. Fisheye – 5:07
3. Exit Sun – 8:35
4. Exit Sun – 0:57
5. Healter Skelter – 5:35
6. The Madness and the Damage Done – 3:24
7. Blackjazz Deathtrance – 10:51
8. Omen – 8:45
9. 21st Century Schizoid Man – 8:41 (Robert Fripp, Ian McDonald, Greg Lake, Michael Rex Giles, Peter John Sinfield) – originariamente interpretata dai King Crimson

Tracce bonus nell'edizione LP
1. Fisheye (Extended Version) – 6:49
2. RMGDN – 12:29

Tracce bonus nella riedizione LP del 2020
1. The Madness and the Damage Done (featuring Ihsahn) – 4:09
2. RMGDN – 12:29

## Formazione
Gruppo
- Munkeby – voce, chitarra e sassofono, tastiera, aerofoni, sintetizzatore, FX e programmazione aggiuntive
- Lofthus – batteria
- Kreken – basso
- Moen – tastiera, sintetizzatore
- Hermansen – chitarra

Altri musicisti
- Grutle Kjellson – voce (tracce 8 e 9)

Produzione
- Munkeby – produzione, registrazione
- Sean Beavan – missaggio
- Tom Baker – mastering
- Espen Høydalsvik – registrazione
- Johnny Skalleberg – registrazione
- Lars Voldsdal – registrazione

## Classifiche
| Classifica (2010) | Posizione massima |
| ----------------- | ----------------- |
| Norvegia          | 9                 |